# Maria Swolos
Maria Swolos (gr. Μαρία Σβώλου) (ur. ok. 1892 w Atenach, zm. 3 czerwca 1976) – grecka feministka i działaczka socjalistyczna.
Urodziła się w Atenach jako jedna z pięciu córek (Eleni, Annika, Alkitsi i Nika) bankowca Georga Desyprosa i jego żony Sophii Emmanuel. Przez 2 lata mieszkali w Pireusie, a następnie rodzina przeprowadziła się do Larisy, gdzie 28 grudnia 1899 Georg otrzymał posadę dyrektora oddziału Narodowego Banku Grecji. W 1907 ukończyła tam szkołę średnią. Po śmierci ojca w 1915 rodzina powróciła do Aten. W 1916 ukończyła studium języka francuskiego i w 1919 otrzymała licencję na nauczanie go od Ministerstwa Oświaty Religijnej i Powszechnej. W 1921 rozpoczęła pracę jako Inspektor Pracy w Ministerstwie Gospodarki Narodowej, gdzie poznała swojego przyszłego męża, profesora prawa konstytucyjnego Aleksandrosa Swolosa. Para wzięła ślub w 1923.
Była członkinią komitetu założycielskiego, a później Zarządu, Ligi Praw Kobiet. Walczyła o równouprawnienie kobiet i mężczyzn i angażowała się w walkę z faszyzmem w ramach Panhelleńskiego Komitetu Kobiet.
W 1925 stworzyła pierwszą szkołę wieczorową dla kobiet. W 1932, według projektu Nikosa Mitsakisa, zbudowano budynek, w którym szkoła działała aż do okupacji niemieckiej. Po wojnie szkoła powróciła na swoje miejsce i działała do 1961. Obecnie w budynku znajduje się szkoła podstawowa.
Po wprowadzeniu dyktatury Joanisa Metaksasa (tzw. Reżim 4 sierpnia) w latach 1936-1940 jej mąż został po raz kolejny pozbawiony możliwości wykładania na Uniwersytecie i zesłany na wyspę Anafi, a następnie Milos, Naksos i do Chalkidy na wyspie Eubea. Maria podążyła na wygnanie za nim.
W 1940 powróciła na kontynent i zgłosiła się na ochotnika jako sanitariuszka w wojnie grecko-włoskiej. W późniejszym okresie okupacji niemieckiej organizowała dożywianie dzieci wraz z  Czerwonym Krzyżem. W 1941 odpowiadała za zaopatrzenie Aten w mleko.
Wstąpiła do partyzantki ELAS powołanej przez Komunistyczną Partię Grecji. W kwietniu 1944 na terenach kontrolowanych przez „rząd z gór” miały miejsce wybory do Rady Narodowej, w których wzięło udział ok. 1,8 mln osób, w tym, po raz pierwszy w historii Grecji, kobiety. Została w nich wybrana do Rady Narodowej. Pierwsze posiedzenie tego Parlamentu odbyło się w dniach 14–17 maja 1944. Jej mąż został przewodniczącym Politycznego Komitetu Wyzwolenia Narodowego, czyli rządu na terenach wyzwolonych przez partyzantów.
Po zakończeniu wojny, w maju 1946, wraz z Rosą Imvrioti, zorganizowała pierwszą ogólnokrajową konferencję kobiet.
Z powodu swoich lewicowych sympatii została aresztowana w trakcie Wojny domowej w Grecji i osadzona na rok bez wyroku w więzieniu Averoff.
Po śmierci męża w 1956 wstąpiła do lewicowej partii EDA, z ramienia której została dwukrotnie, w 1958 i 1961, wybrana posłanką do Parlamentu Grecji.
Zmarła 3 czerwca 1976. Została pochowana na Pierwszym cmentarzu w Atenach